# سیارک ۱۵۴۷
سیارک ۱۵۴۷ (به انگلیسی: 1547 Nele، نامگذاری:1929CZ) هزار و پانصد و چهل و هفتمین سیارک کشف شده‌است که در ۱۲ فوریه ۱۹۲۹ کشف شد.
قدر مطلق سیارک برابر ۱۰٫۷۵ است.